# 国务院第二办公室
国务院第二办公室（国务院文教办公室）是1954年至1959年中华人民共和国国务院设立的办事机构。

## 历史
1954年11月10日，国务院发出命令设立国务院第二办公室，协助总理掌管文化部、高等教育部、教育部、卫生部、新华通讯社、中央廣播事業局的工作。
- 主任林枫(1954. 11-1959. 6)
- 副主任
  - 钱俊瑞(1954. 11-1959. 6)
  - 范长江(1954. 11-1959. 6)
  - 张稼夫(1956. 5-1959. 6)
  - 杨秀峰(1957. 2-1959. 6)
  - 徐迈进(1957. 2-1959. 6)
  - 张际春(1957. 6-1959. 6)

1959年6月，国务院第九十次全体会议决定，国务院第二办公室改为国务院文教办公室，协助总理掌管文化部、教育部、卫生部、新华通讯社、中央廣播事業局和中国文字改革委员会的工作。
- 主任张际春(1959.6-1966. 5)
- 副主任
  - 杨秀峰(1959.6-1966. 5)
  - 钱俊瑞(1959.6-1966. 5)
  - 张稼夫(1959.6--1966.5)
  - 范长江(1959.6-1966.5)
  - 徐迈进(1959. 6- 1966. 5)
  - 高云屏(1960. 12-1966. 5)
  - 张孟旭(1964.6-1966. 5)

1965年，国务院文教办公室内设秘书组、计划组、文化组、教育组、卫生组。1970年6月，中共中央决定，撤销国务院文教办公室。